# Ensar džamija
Ensar džamija je džamija u Zenici, u džematu Babinoj Rijeci, koji pokriva 10.000 domaćinstava i obuhvaća naselja Babinu Rijeku, Crkvice i dio naselja Hamida.

## Povijest
Prva je sagrađena džamija u gradu Zenici nakon više stoljeća. Kamen temeljac položen je 4. srpnja 1997. godine. Gradnja je trajala oko 14 mjeseci. Vjernicima je predana na upotrebu 29. kolovoza 1998. godine. Otvorio ju je šejh Nasir, direktor Visokog saudijskog odbora za pomoć muslimanima u BiH, odbora iz Saudijske Arabije. Visoki saudijski odbor za pomoć narodu BiH je i vakif.

## Osobine
Spada u najljepše nove džamije u BiH. Građena je u pseudomaurskom stilu. Karakteriziraju ju prostranost, igra svjetla, stubovi i specifične šare. Projektirana je tako da ulazak u džamiju stvara privid ulaska u bašču u kojoj su palme. Dojam se postiže mnoštvom stubova koji uokviruju dvorište zelenim tapetom. Zeleni tapet prekriva pod cijele džamije.

## Vanjske poveznice
- Facebook Ensar džamija - Zenica Crkvice